# Hylomyscus aeta
Hylomyscus aeta és una espècie de mamífer rosegador de la família dels múrids. Són rosegadors de petites dimensions, amb una llargada de cap a gropa de 77 a 97 mm, una cua de 131 a 140 mm, peus de 17,5 a 20,4 mm i orelles de 15 a 16 mm. Aquesta espècie es troba a Burundi, al Camerun, a la República Centreafricana, a la República del Congo, a la República Democràtica del Congo, a Guinea Equatorial, al Gabon i a Uganda. Habita boscos humits de terres baixes tropicals o subtropicals, i boscos montans humits tropicals o subtropicals.